# 歐陽金貞
欧阳金贞，明朝女性人物，江夏（今湖北省武汉市武昌区）人。
父亲欧阳梧，教她《孝经》、《列女传》。长大后，许嫁罗钦仰，跟随欧阳梧到柘城县为官。欧阳梧因为父亲去世回家，船到仪真，罗钦仰坠水而死。欧阳金贞年仅十四岁，惊哭想要赴水而死，父母坚持不许。又想自缢，父母说：“你还没有出嫁，为什么要这样？”她说：“我认为没有活着的道理，即如父母所言，愿终身作为未亡人。”大声哀号不止。罗钦仰入殓，欧阳金贞剪发系在他右臂陪葬。回家后，告知父母说：“有儿媳，以事奉婆婆。婆婆既失去儿子，怎么能让她没有儿媳？愿归罗家，以完成职责。”父母听从。欧阳梧知广元县，欧阳金贞的婆婆病卒，她才回到娘家。有人劝她改嫁，曰：“事奉婆婆完成，还等什么呢？”欧阳金贞说：“我之前殓葬罗郎时，有一束头发缠其手上，谁能掘冢开棺，取头发还我，我就改嫁。”于是作罢。她生平独卧一楼，六十余岁去世。